# FA Cup 1982/83
Der FA Cup 1982/83 war die 102. Austragung des weltweit ältesten Fußballpokalturniers; The Football Association Challenge Cup, oder kurz FA Cup. Nachdem das erste Finale zwischen Manchester United und Brighton & Hove Albion 2:2-Unentschieden geendet hatte, gewann ManUtd das Wiederholungsspiel mit 4:0. Es war der 5. Titel für Manchester United.

## Kalender
| Runde                              | Datum                      |
| ---------------------------------- | -------------------------- |
| Erste Hauptrunde                   | 20.–24. November 1982      |
| Zweite Hauptrunde                  | 11.–20. Dezember 1982      |
| Dritte Hauptrunde                  | 8.–24. Januar 1983         |
| Vierte Hauptrunde                  | 29. Januar–9. Februar 1983 |
| Fünfte Hauptrunde (Achtelfinale)   | 19.–20. Februar 1983       |
| Sechste Hauptrunde (Viertelfinale) | 12.–16. März 1983          |
| Halbfinale                         | 16. April 1983             |
| Finale                             | 21. und 26. Mai 1983       |

## Modus
Kompletter Überblick bei: FA Cup
Der FA Cup wird in Runden ausgespielt. An den Qualifikationsspielen zum FA-Cup kann jede Mannschaft teilnehmen, die ein bestimmtes Leistungsniveau hat und ein angemessenes Spielfeld besitzt. Die Sieger der Qualifikationsrunden sowie die Teams der 3. und 4. Liga spielen dann in der Ersten Hauptrunde gegeneinander Gespielt wird i. d. R. nur mit einem Hinspiel. Bei Unentschieden findet ein Wiederholungsspiel statt. Bringt auch dies keine Entscheidung werden weitere Wiederholungsspiele angesetzt; bis ein siegreiches Team ermittelt ist. Jeder Sieger erhält eine Prämie aus den Fernsehgeldern, die nach Runde gestaffelt ist. Die Teams der beiden höchsten Ligen greifen erst in der dritten Runde in den Wettbewerb ein.

## Erste Hauptrunde
Die Spiele der Ersten Hauptrunde wurden am Wochenende des 20. und 21. November 1982 ausgetragen. Die Wiederholungsspiele fanden zwischen dem 22. und dem 24. November statt.
| Datum             |                     | Ergebnis |                       |
| ----------------- | ------------------- | -------- | --------------------- |
| 20. November 1982 | FC Enfield          | 0:0      | AFC Newport County    |
| 20. November 1982 | FC Blackpool        | 3:0      | Horwich RMI           |
| 20. November 1982 | Chester City        | 1:1      | Northwich Victoria    |
| 20. November 1982 | FC Chesterfield     | 2:2      | Peterborough United   |
| 20. November 1982 | FC Darlington       | 0:1      | Scunthorpe United     |
| 20. November 1982 | AFC Bournemouth     | 0:2      | Southend United       |
| 20. November 1982 | Preston North End   | 5:1      | Shepshed Dynamo       |
| 20. November 1982 | FC Weymouth         | 4:3      | Maidstone United      |
| 20. November 1982 | FC Worthing         | 2:1      | FC Dartford           |
| 20. November 1982 | FC Reading          | 1:2      | Bishop’s Stortford FC |
| 20. November 1982 | FC Walsall          | 3:0      | Kettering Town        |
| 20. November 1982 | FC Gillingham       | 1:0      | FC Dagenham           |
| 20. November 1982 | Macclesfield Town   | 1:5      | Worcester City        |
| 20. November 1982 | Swindon Town        | 2:0      | FC Wealdstone         |
| 20. November 1982 | Tranmere Rovers     | 4:2      | FC Scarborough        |
| 20. November 1982 | FC Brentford        | 7:0      | FC Windsor & Eton     |
| 20. November 1982 | Bristol Rovers      | 1:0      | Wycombe Wanderers     |
| 20. November 1982 | Northampton Town    | 2:2      | FC Wimbledon          |
| 20. November 1982 | FC Portsmouth       | 4:1      | Hereford United       |
| 20. November 1982 | Plymouth Argyle     | 2:0      | Exeter City           |
| 20. November 1982 | Hull City           | 1:1      | Sheffield United      |
| 20. November 1982 | FC Altrincham       | 2:1      | FC Rochdale           |
| 20. November 1982 | Huddersfield Town   | 1:0      | FC Mossley            |
| 20. November 1982 | Mansfield Town      | 3:2      | Stockport County      |
| 20. November 1982 | Port Vale           | 0:1      | Bradford City         |
| 20. November 1982 | Halifax Town        | 0:1      | FC North Shields      |
| 20. November 1982 | Chesham United      | 0:1      | Yeovil Town           |
| 20. November 1982 | AFC Workington      | 1:2      | Doncaster Rovers      |
| 20. November 1982 | Carshalton Athletic | 4:0      | FC Barnet             |
| 20. November 1982 | York City           | 3:1      | FC Bury               |
| 20. November 1982 | FC Aldershot        | 4:0      | Wimborne Town         |
| 21. November 1982 | Wigan Athletic      | 0:0      | Telford United        |
| 20. November 1982 | Boston United       | 3:1      | Crewe Alexandra       |
| 20. November 1982 | Holbeach United     | 0:4      | FC Wrexham            |
| 20. November 1982 | Colchester United   | 0:2      | Torquay United        |
| 20. November 1982 | Slough Town         | 1:0      | FC Millwall           |
| 20. November 1982 | Wokingham Town      | 1:1      | Cardiff City          |
| 20. November 1982 | Oxford United       | 5:2      | FC Folkestone         |
| 20. November 1982 | Leyton Orient       | 4:1      | Bristol City          |
| 20. November 1982 | Hartlepool United   | 3:0      | Lincoln City          |

### Wiederholungsspiele
| Datum             |                     | Ergebnis |                  |
| ----------------- | ------------------- | -------- | ---------------- |
| 22. November 1982 | Northwich Victoria  | 3:1      | Chester City     |
| 23. November 1982 | AFC Newport County  | 4:2      | FC Enfield       |
| 23. November 1982 | FC Wimbledon        | 0:2      | Northampton Town |
| 23. November 1982 | Sheffield United    | 2:0      | Hull City        |
| 23. November 1982 | Telford United      | 2:1      | Wigan Athletic   |
| 23. November 1982 | Cardiff City        | 3:0      | Wokingham Town   |
| 24. November 1982 | Peterborough United | 2:1      | FC Chesterfield  |

## Zweite Hauptrunde
Die Spiele der Zweiten Hauptrunde wurden am 11. Dezember 1982 ausgetragen. Die Wiederholungsspiele fanden am 14., 15. 20. Dezember statt
| Datum             |                     | Ergebnis |                       |
| ----------------- | ------------------- | -------- | --------------------- |
| 11. Dezember 1982 | Preston North End   | 2:1      | FC Blackpool          |
| 11. Dezember 1982 | FC Gillingham       | 1:1      | Northampton Town      |
| 11. Dezember 1982 | Swindon Town        | 2:2      | FC Brentford          |
| 11. Dezember 1982 | Bristol Rovers      | 2:2      | Plymouth Argyle       |
| 11. Dezember 1982 | FC Portsmouth       | 1:3      | FC Aldershot          |
| 11. Dezember 1982 | Worcester City      | 2:1      | FC Wrexham            |
| 11. Dezember 1982 | FC Altrincham       | 0:1      | Huddersfield Town     |
| 11. Dezember 1982 | Southend United     | 3:0      | Yeovil Town           |
| 11. Dezember 1982 | Scunthorpe United   | 2:1      | Northwich Victoria    |
| 11. Dezember 1982 | Mansfield Town      | 1:1      | Bradford City         |
| 11. Dezember 1982 | Cardiff City        | 2:3      | FC Weymouth           |
| 11. Dezember 1982 | AFC Newport County  | 1:0      | Leyton Orient         |
| 11. Dezember 1982 | Torquay United      | 4:1      | Carshalton Athletic   |
| 11. Dezember 1982 | FC North Shields    | 0:3      | FC Walsall            |
| 11. Dezember 1982 | Boston United       | 1:1      | Sheffield United      |
| 11. Dezember 1982 | Peterborough United | 5:2      | Doncaster Rovers      |
| 11. Dezember 1982 | Slough Town         | 1:4      | Bishop’s Stortford FC |
| 11. Dezember 1982 | Oxford United       | 4:0      | FC Worthing           |
| 11. Dezember 1982 | Telford United      | 1:1      | Tranmere Rovers       |
| 11. Dezember 1982 | Hartlepool United   | 1:1      | York City             |

### Wiederholungsspiele
| Datum             |                  | Ergebnis |                   |
| ----------------- | ---------------- | -------- | ----------------- |
| 14. Dezember 1982 | Northampton Town | 3:2      | FC Gillingham     |
| 14. Dezember 1982 | FC Brentford     | 1:3      | Swindon Town      |
| 14. Dezember 1982 | Sheffield United | 5:1      | Boston United     |
| 14. Dezember 1982 | Tranmere Rovers  | 2:1      | Telford United    |
| 14. Dezember 1982 | York City        | 4:0      | Hartlepool United |
| 15. Dezember 1982 | Bradford City    | 3:2      | Mansfield Town    |
| 20. Dezember 1982 | Plymouth Argyle  | 1:0      | Bristol Rovers    |

## Dritte Hauptrunde
Die Spiele der Dritten Hauptrunde fanden am 8. Januar 1983 statt. Die Wiederholungsspiele wurden am 11. und 12. Januar ausgetragen. Ein Wiederholungsspiel eines Wiederholungsspiels fand am 24. Januar statt.
| Datum          |                        | Ergebnis |                         |
| -------------- | ---------------------- | -------- | ----------------------- |
| 8. Januar 1983 | FC Watford             | 2:0      | Plymouth Argyle         |
| 8. Januar 1983 | FC Walsall             | 0:0      | Birmingham City         |
| 8. Januar 1983 | Leicester City         | 2:3      | Notts County            |
| 8. Januar 1983 | Blackburn Rovers       | 1:2      | FC Liverpool            |
| 8. Januar 1983 | FC Middlesbrough       | 2:2      | Bishop’s Stortford FC   |
| 8. Januar 1983 | West Bromwich Albion   | 3:2      | Queens Park Rangers     |
| 8. Januar 1983 | AFC Sunderland         | 0:0      | Manchester City         |
| 8. Januar 1983 | Derby County           | 2:0      | Nottingham Forest       |
| 8. Januar 1983 | Luton Town             | 3:0      | Peterborough United     |
| 8. Januar 1983 | Swindon Town           | 7:0      | FC Aldershot            |
| 8. Januar 1983 | Shrewsbury Town        | 2:1      | Rotherham United        |
| 8. Januar 1983 | Sheffield United       | 0:0      | Stoke City              |
| 8. Januar 1983 | Tranmere Rovers        | 0:1      | Wolverhampton Wanderers |
| 8. Januar 1983 | Tottenham Hotspur      | 1:0      | FC Southampton          |
| 8. Januar 1983 | Northampton Town       | 0:1      | Aston Villa             |
| 8. Januar 1983 | Coventry City          | 3:1      | Worcester City          |
| 8. Januar 1983 | Brighton & Hove Albion | 1:1      | Newcastle United        |
| 8. Januar 1983 | Manchester United      | 2:0      | West Ham United         |
| 8. Januar 1983 | Norwich City           | 2:1      | Swansea City            |
| 8. Januar 1983 | Bradford City          | 0:1      | FC Barnsley             |
| 8. Januar 1983 | Carlisle United        | 2:2      | FC Burnley              |
| 8. Januar 1983 | Oldham Athletic        | 0:2      | FC Fulham               |
| 8. Januar 1983 | Crystal Palace         | 2:1      | York City               |
| 8. Januar 1983 | Southend United        | 0:0      | Sheffield Wednesday     |
| 8. Januar 1983 | Scunthorpe United      | 0:0      | Grimsby Town            |
| 8. Januar 1983 | Huddersfield Town      | 1:1      | FC Chelsea              |
| 8. Januar 1983 | AFC Newport County     | 1:1      | FC Everton              |
| 8. Januar 1983 | Charlton Athletic      | 2:3      | Ipswich Town            |
| 8. Januar 1983 | FC Arsenal             | 2:1      | Bolton Wanderers        |
| 8. Januar 1983 | Leeds United           | 3:0      | Preston North End       |
| 8. Januar 1983 | Cambridge United       | 1:0      | FC Weymouth             |
| 8. Januar 1983 | Oxford United          | 1:1      | Torquay United          |

### 1. Wiederholungsspiele
| Datum           |                       | Ergebnis |                        |
| --------------- | --------------------- | -------- | ---------------------- |
| 11. Januar 1983 | Birmingham City       | 1:0      | FC Walsall             |
| 11. Januar 1983 | Bishop’s Stortford FC | 1:2      | FC Middlesbrough       |
| 11. Januar 1983 | FC Burnley            | 3:1      | Carlisle United        |
| 11. Januar 1983 | Sheffield Wednesday   | 2:2      | Southend United        |
| 11. Januar 1983 | Grimsby Town          | 2:0      | Scunthorpe United      |
| 11. Januar 1983 | FC Everton            | 2:1      | AFC Newport County     |
| 12. Januar 1983 | Torquay United        | 2:1      | Oxford United          |
| 12. Januar 1983 | Manchester City       | 2:1      | AFC Sunderland         |
| 12. Januar 1983 | Stoke City            | 3:2      | Sheffield United       |
| 12. Januar 1983 | Newcastle United      | 0:1      | Brighton & Hove Albion |
| 12. Januar 1983 | FC Chelsea            | 2:0      | Huddersfield Town      |

### 2. Wiederholungsspiel
| Datum           |                     | Ergebnis |                 |
| --------------- | ------------------- | -------- | --------------- |
| 24. Januar 1983 | Sheffield Wednesday | 2:1      | Southend United |

## Vierte Hauptrunde
Die Spiele der Vierten Hauptrunde wurden am 29. und 30. Januar 1983 ausgetragen. Die Wiederholungsspiele fanden am 1. oder 2. Februar oder auch am 9. Februar statt.
| Datum           |                        | Ergebnis |                         |
| --------------- | ---------------------- | -------- | ----------------------- |
| 29. Januar 1983 | FC Burnley             | 3:1      | Swindon Town            |
| 29. Januar 1983 | FC Liverpool           | 2:0      | Stoke City              |
| 29. Januar 1983 | FC Watford             | 1:1      | FC Fulham               |
| 29. Januar 1983 | Aston Villa            | 1:0      | Wolverhampton Wanderers |
| 29. Januar 1983 | FC Middlesbrough       | 2:0      | Notts County            |
| 29. Januar 1983 | Derby County           | 2:1      | FC Chelsea              |
| 29. Januar 1983 | Luton Town             | 0:2      | Manchester United       |
| 30. Januar 1983 | FC Everton             | 2:1      | Shrewsbury Town         |
| 29. Januar 1983 | Ipswich Town           | 2:0      | Grimsby Town            |
| 29. Januar 1983 | Tottenham Hotspur      | 2:1      | West Bromwich Albion    |
| 29. Januar 1983 | Coventry City          | 2:2      | Norwich City            |
| 29. Januar 1983 | Brighton & Hove Albion | 4:0      | Manchester City         |
| 29. Januar 1983 | Crystal Palace         | 1:0      | Birmingham City         |
| 29. Januar 1983 | FC Arsenal             | 1:1      | Leeds United            |
| 29. Januar 1983 | Torquay United         | 2:3      | Sheffield Wednesday     |
| 29. Januar 1983 | Cambridge United       | 1:0      | FC Barnsley             |

### 1. Wiederholungsspiele
| Datum           |              | Ergebnis |               |
| --------------- | ------------ | -------- | ------------- |
| 1. Februar 1983 | FC Fulham    | 1:2      | FC Watford    |
| 2. Februar 1983 | Norwich City | 2:1      | Coventry City |
| 2. Februar 1983 | Leeds United | 1:1      | FC Arsenal    |

### 2. Wiederholungsspiel
| Datum           |            | Ergebnis |              |
| --------------- | ---------- | -------- | ------------ |
| 9. Februar 1983 | FC Arsenal | 2:1      | Leeds United |

## Fünfte Hauptrunde
Die Spiele der Fünften Hauptrunde fanden am 19. und 20. Februar 1983 statt. Die Wiederholungsspiele wurden am 28. Februar ausgetragen
| Datum            |                  | Ergebnis |                        |
| ---------------- | ---------------- | -------- | ---------------------- |
| 19. Februar 1983 | Aston Villa      | 4:1      | FC Watford             |
| 19. Februar 1983 | FC Middlesbrough | 1:1      | FC Arsenal             |
| 19. Februar 1983 | Derby County     | 0:1      | Manchester United      |
| 19. Februar 1983 | FC Everton       | 2:0      | Tottenham Hotspur      |
| 19. Februar 1983 | Norwich City     | 1:0      | Ipswich Town           |
| 19. Februar 1983 | Crystal Palace   | 0:0      | FC Burnley             |
| 19. Februar 1983 | Cambridge United | 1:2      | Sheffield Wednesday    |
| 20. Februar 1983 | FC Liverpool     | 1:2      | Brighton & Hove Albion |

### Wiederholungsspiele
| Datum            |            | Ergebnis |                  |
| ---------------- | ---------- | -------- | ---------------- |
| 28. Februar 1983 | FC Arsenal | 3:2      | FC Middlesbrough |
| 28. Februar 1983 | FC Burnley | 1:0      | Crystal Palace   |

## Sechste Hauptrunde
Die Spiele der Sechsten Hauptrunde wurden am 12. März ausgetragen. Das nötige Wiederholungsspiel fand am 16. März statt.
| Datum         |                        | Ergebnis |                     |
| ------------- | ---------------------- | -------- | ------------------- |
| 12. März 1983 | FC Burnley             | 1:1      | Sheffield Wednesday |
| 12. März 1983 | Brighton & Hove Albion | 1:0      | Norwich City        |
| 12. März 1983 | Manchester United      | 1:0      | FC Everton          |
| 12. März 1983 | FC Arsenal             | 2:0      | Aston Villa         |

### Wiederholungsspiel
| Datum         |                     | Ergebnis |            |
| ------------- | ------------------- | -------- | ---------- |
| 16. März 1983 | Sheffield Wednesday | 5:0      | FC Burnley |

## Halbfinale
Die Spiele wurden am 16. April 1983 ausgetragen.
| Datum          |                        | Ergebnis |                     | Ort                    |
| -------------- | ---------------------- | -------- | ------------------- | ---------------------- |
| 16. April 1984 | Brighton & Hove Albion | 2:1      | Sheffield Wednesday | Highbury, London       |
| 16. April 1984 | Manchester United      | 2:1      | FC Arsenal          | Villa Park, Birmingham |

## Finale
| Brighton & Hove Albion                            | Brighton & Hove Albion | Manchester United | Manchester United | Aufstellung                                                |
| ------------------------------------------------- | --- | --- | ----------------- | ---------------------------------------------------------- |
| Brighton & Hove Albion                            | \| Samstag, 21. Mai 1983 in London (Wembley-Stadion) \| \| Ergebnis: 2:2 n. V. (2:2, 1:0) \| \| Zuschauer: 99.059 \| \| Schiedsrichter: Alf Grey \|                                                          | \| Samstag, 21. Mai 1983 in London (Wembley-Stadion) \| \| Ergebnis: 2:2 n. V. (2:2, 1:0) \| \| Zuschauer: 99.059 \| \| Schiedsrichter: Alf Grey \|                                             | Manchester United | Aufstellung Brighton & Hove Albion gegen Manchester United |
| Brighton & Hove Albion                            | Graham Moseley – Chris Ramsey (56. Gerry Ryan), Gary Stevens, Graham Pierce, Steve Gatting – Gary Howlett, Jimmy Case, Tony Grealish, Neil Smillie – Michael Robinson, Gordon Smith Cheftrainer: Jimmy Melia | Gary Bailey – Mike Duxbury, Gordon McQueen, Kevin Moran, Arthur Albiston – Arnold Mühren, Ray Wilkins, Bryan Robson , Alan Davies – Frank Stapleton, Norman Whiteside Cheftrainer: Ron Atkinson | Manchester United | Aufstellung Brighton & Hove Albion gegen Manchester United |
| Brighton & Hove Albion                            | 1:0 Gordon Smith (13.) 2:2 Gary Stevens (87.) | 1:1 Frank Stapleton (55.) 1:2 Ray Wilkins (72.) | Manchester United | Aufstellung Brighton & Hove Albion gegen Manchester United |
| Samstag, 21. Mai 1983 in London (Wembley-Stadion) | | |                   |                                                            |
| Ergebnis: 2:2 n. V. (2:2, 1:0)                    | | |                   |                                                            |
| Zuschauer: 99.059                                 | | |                   |                                                            |
| Schiedsrichter: Alf Grey                          | | |                   |                                                            |

### Wiederholungsspiel
| Brighton & Hove Albion                               | Brighton & Hove Albion | Manchester United | Manchester United | Aufstellung                                                |
| ---------------------------------------------------- | --- | --- | ----------------- | ---------------------------------------------------------- |
| Brighton & Hove Albion                               | \| Donnerstag, 26. Mai 1983 in London (Wembley-Stadion) \| \| Ergebnis: 0:4 (0:3) \| \| Zuschauer: 91.534 \| \| Schiedsrichter: Alf Grey \|                                                                   | \| Donnerstag, 26. Mai 1983 in London (Wembley-Stadion) \| \| Ergebnis: 0:4 (0:3) \| \| Zuschauer: 91.534 \| \| Schiedsrichter: Alf Grey \|                                                     | Manchester United | Aufstellung Brighton & Hove Albion gegen Manchester United |
| Brighton & Hove Albion                               | Graham Moseley – Gary Stevens, Graham Pierce, Steve Foster , Steve Gatting – Gary Howlett (74. Gerry Ryan), Tony Grealish, Jimmy Case, Neil Smillie – Michael Robinson, Gordon Smith Cheftrainer: Jimmy Melia | Gary Bailey – Mike Duxbury, Gordon McQueen, Kevin Moran, Arthur Albiston – Arnold Mühren, Ray Wilkins, Bryan Robson , Alan Davies – Frank Stapleton, Norman Whiteside Cheftrainer: Ron Atkinson | Manchester United | Aufstellung Brighton & Hove Albion gegen Manchester United |
| Brighton & Hove Albion                               | 0:1 Bryan Robson (25.) 0:2 Norman Whiteside (30.) 0:3 Bryan Robson (44.) 0:4 Arnold Mühren (62., Foulelfmeter)                                                                                                | | Manchester United | Aufstellung Brighton & Hove Albion gegen Manchester United |
| Donnerstag, 26. Mai 1983 in London (Wembley-Stadion) | | |                   |                                                            |
| Ergebnis: 0:4 (0:3)                                  | | |                   |                                                            |
| Zuschauer: 91.534                                    | | |                   |                                                            |
| Schiedsrichter: Alf Grey                             | | |                   |                                                            |